# Leprosy
Albums de Death
Scream Bloody Gore
(1987) Spiritual Healing
(1990)
Leprosy est le deuxième album de Death, paru en 1988. C’est l’un des premiers exemples du travail de Scott Burns que l’on retrouvera sur bon nombre d’albums de death metal et de grindcore.
Le son est plus lourd que sur l'album précédent et les partitions musicales sont plus recherchées, plus techniques, plus variées que sur Scream Bloody Gore. Les textes restent quant à eux toujours centrés sur l'horreur et le gore, même si apparaissent quelques prémices des textes philosophiques et introspectifs de la période plus technique de Death.
Le quasi-totalité des morceaux ont été composés par Chuck Schuldiner, à l'exception de Primitive Ways, entièrement composé par Rick Rozz, le guitariste du groupe de death metal Massacre.

## Liste des morceaux
1. Leprosy – 6:19
2. Born Dead – 3:25
3. Forgotten Past – 4:33
4. Left to Die – 4:35
5. Pull the Plug – 4:25
6. Open Casket – 4:53
7. Primitive Ways – 4:20
8. Choke on It – 5:54

## Crédits

### Membres du groupe
- Chuck Schuldiner : guitare, basse, chant
- Rick Rozz : guitare
- Terry Butler : basse, ne joue pas sur l’album mais y a été crédité (Rock Hard, décembre 1991)
- Bill Andrews : batterie

### Production
- Enregistré au studio Morrisound de Tampa (Floride), États-Unis
- Produit par Dan Johnson
- Ingénieur du son : Scott Burns
- Mixé par Michael Fuller à Fullersound, (Miami (Floride)), États-Unis
- Illustrations : Edward Repka
- Impresario : Eric Greif
- Photographie : Frank White
- Direction artistique : David Bett